# Sankt Veit an der Glan (distrikt)
Sankt Veit an der Glan är ett distrikt i Kärnten i Österrike och består av följande kommuner:

Kommunerna i distriktet Sankt Veit an der Glan

- Althofen
- Brückl
- Deutsch-Griffen
- Eberstein
- Frauenstein
- Friesach
- Glödnitz
- Gurk
- Guttaring
- Hüttenberg
- Kappel am Krappfeld
- Klein Sankt Paul
- Liebenfels
- Metnitz
- Micheldorf
- Mölbling
- Sankt Georgen am Längsee
- Sankt Veit an der Glan
- Strassburg
- Weitensfeld im Gurktal